# Алчедат
Алчедат — село в Чебулинском районе Кемеровской области. Административный центр Алчедатского сельского поселения. Население 606 человек (2010).

## География
Уличная сеть состоит из пяти географических объектов: ул. Зелёная, ул. Мира, ул. Октябрьская, ул. Советская, ул. Юбилейная. Абсолютная высота 144 метра над уровня моря
.

## История
Село основано в XVIII веке русскими крестьянами на реке Алчедат, от которой и получило название.
Основано в 1822 г. В 1926 году состояло из 287 хозяйств, основное население — украинцы. Центр Алчедатского сельсовета Верх-Чебулинского района Томского округа Сибирского края.

## Население
| 1926 | 2002  | 2010 |
| ---- | ----- | ---- |
| 1866 | ↘1291 | ↘606 |

Национальный и гендерный состав
По данным Всероссийской переписи населения 2010 года, в селе Алчедат проживает 606 человек (283 мужчины, 323 женщины).
Согласно результатам переписи 2002 года, в национальной структуре населения русские составляли 94 % от 1291 жителей.